# Lucjusz Włodkowski
Lucjusz Włodkowski (ur. 11 lutego 1930 w Zdołbunowie, zm. 19 maja 2001) – polski publicysta i działacz komunistyczny, redaktor naczelny „Głosu Robotniczego” i „Odgłosów”.

## Życiorys
Lucjusz Włodkowski pochodził z Wołynia. Wywodził się z rodziny osadników wojskowych osiadłej w Zdołbunowie, jako syn żołnierza Stanisława Włodkowskiego i jego żony Leokadii. Ukończył studia historyczne na Uniwersytecie Łódzkim. W 1953 wstąpił do Związku Młodzieży Polskiej, w którym był do 1956. W 1956 dołączył do Związku Młodzieży Socjalistycznej, do którego należał do 1962. W październiku 1960 został członkiem Polskiej Zjednoczonej Partii Robotniczej. Pracował jako dziennikarz „Głosu Robotniczego”. W wyniku jego antyżydowskiej działalności publicystycznej w okresie marca 1968 przylgnęło do niego określenie „dziennikarza marcowego”. W 1977 opublikował książkę „Łódź 2000” przedstawiającą jego wizję Łodzi w 2000 wskazując na potrzebę modernizacji miasta oraz wyburzanie fabryk i kamienic. W 1981 został redaktorem naczelnym „Głosu Robotniczego” oraz członkiem Komitetu Łódzkiego PZPR, od 1983 był również członkiem jego egzekutywy. W okresie 1983–1990 był redaktorem naczelnym tygodnika „Odgłosy”. W okresie jego pracy jako redaktora naczelnego osiągano 100 tys. egzemplarzu nakładu gazety.

### Życie prywatne
Był ojcem Tomasza Włodkowskiego.
Zmarł 19 maja 2001. Został pochowany na cmentarzu Doły w Łodzi (kwartał 9, rząd 1, grób 16).

## Publikacje
- „Łódź 2000” (Warszawa, 1977)[11],
- „Stadion pełen wspomnień” (Łódź, 1978, współautorka: Bogda Madej)[12],
- „Żyć w ciekawych czasach” (Łódź, 1979)[13],
- „Z kamieniem i brauningiem” (Łódź, 1986)[14],
- „Czas przeszły – ciągle obecny: z dziejów wysiedleń: historia, wspomnienia, dokumenty” (Łódź, 1998)[15].